# 메수트 외질
메수트 외질(독일어·튀르키예어: Mesut Özil, 독일어 발음: [ˈmeːzut ˈøːzil], 튀르키예어 발음: [meˈsut œˈzil], 1988년 10월 15일~)은 독일의 축구인, 정치인으로 현역 시절 공격형 미드필더로 활동했다. 주요 포지션은 공격형 미드필더였지만 와이드 미드필더로도 활동할 수 있었다.
외질은 2006년을 기점으로 청소년 국가대표로 활약했으며, 2009년을 기점으로 독일 국가대표팀에서 활약했다. 그는 2010년 FIFA 월드컵에서의 활약으로 국제적 관심을 불러모았고, 대회 최우수 선수에게 수여되는 골든 볼 후보로도 지명되었다. 외질은 2006년 고향의 분데스리가 구단인 샬케 04에서 성인 무대에 데뷔했고, 2008년에는 베르더 브레멘에 이적했으며, 2010년 8월에는 FIFA 월드컵에서 독일 대표로 보인 훌륭한 활약상을 바탕으로 레알 마드리드에 입단했다. 2013년 여름 이적시장 말일, 아스널은 £42.5M의 구단 기록에 그를 영입했고, 독일 선수로는 역대 최고 이적료를 기록했다.
외질은 공격형 미드필더로서의 자질과 창조력으로 알려져 있다. 그는 주제 모리뉴 감독에 의해 동료의 골을 돕는 능력이 전 레알 마드리드 전설인 지네딘 지단과 견주어졌다. 2010-11 시즌, 외질은 유럽 및 국내 대회에서 25도움을 기록해 이 부문에서 최고를 기록했다. 2011-12 시즌, 그는 17도움으로 라 리가 도움 1위를 차지했다. 외질은 2010년 FIFA 월드컵과 UEFA 유로 2012에서 각각 3번 도움을 기록해 두 대회에서 모두 공동 최다 도움을 기록했다.

## 클럽 경력

### 초기 경력
외질은 겔젠키르헨의 다양한 유소년 아카데미에서 축구를 했었고, 이후 로트-바이스 에센에 5년을 머물렀다.

### 샬케 04
2005년, 외질은 샬케 04의 유소년 아카데미에 입단했다. 그는 미드필더로 배치되었고, 등번호 17번을 받았고, 레버쿠젠과 바이에른 뮌헨과의 DFB-리가포칼 경기에서 징계로 출장이 불가능한 린코웅을 대신해 플레이메이커와 중앙 공격형 미드필더로 출전했다. 샬케 04의 1군에 합류한 후, 그는 "차세대 거물"로 묘사되었지만, 그는 €1.5M의 연봉은 부족하다며 샬케 04의 계약을 거절했다. 그는 결국 구단에서 방출되어 2008년 1월에 베르더 브레멘에 임대되었다. 이 사건을 계기로, 당시 샬케 04의 지휘봉을 잡았던 미르코 슬롬카 감독은 외질이 샬케 04 선수로 더 이상 출전하지 못할 것임을 선언했다.

### 베르더 브레멘

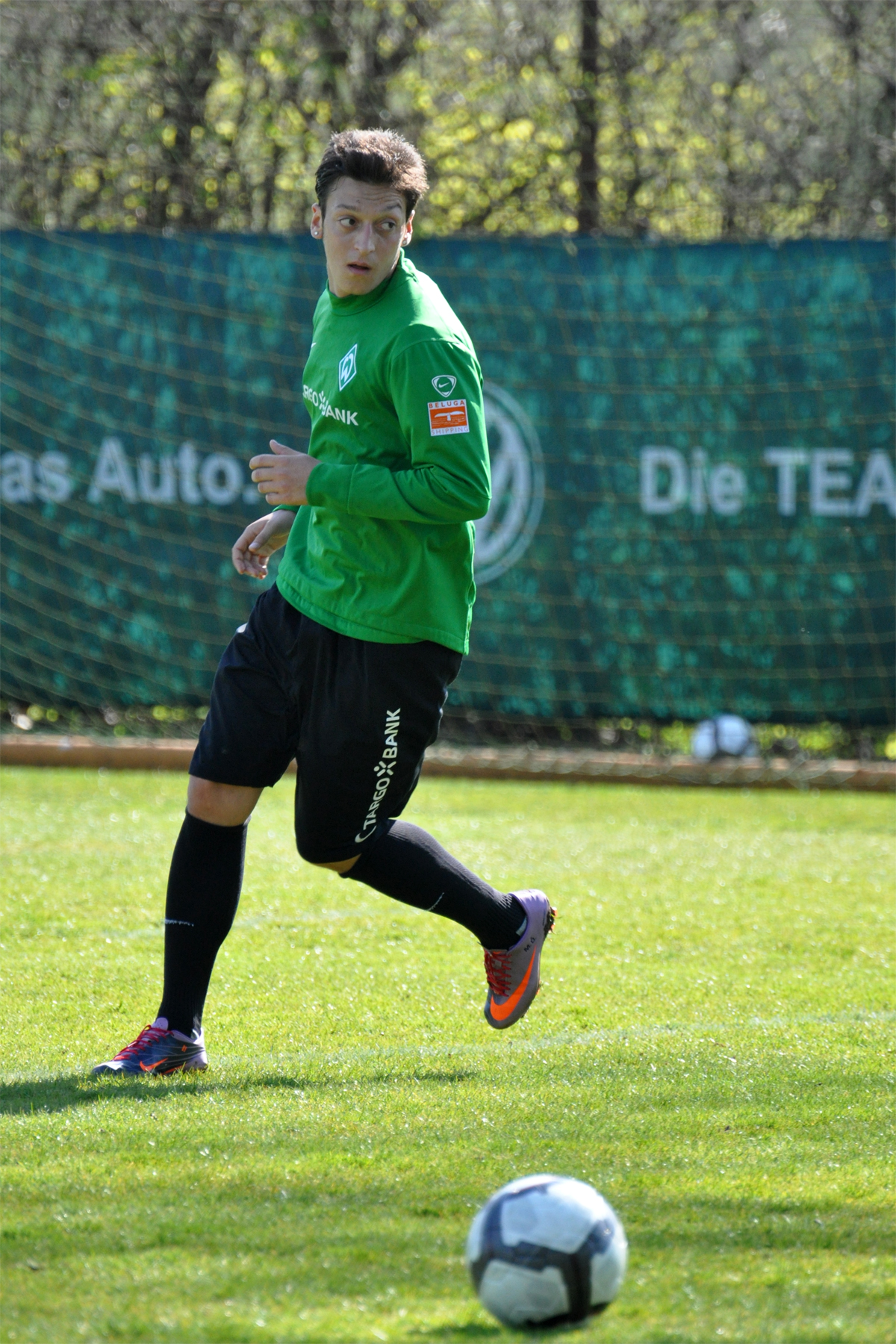
2010년 4월, 베르더 브레멘 훈련의 외질

2008년 1월 31일, 외질은 €5M에 베르더 브레멘에 입단했고 2011년 6월 30일까지 유효한 구단과의 계약을 체결했다. 베르더 브레멘에 입단하기 전, 하노버 96과 슈투트가르트도 외질의 영입에 관심을 가진 것으로 밝혀졌지만, 그를 영입할 만한 자금이 부족했다. 베르더 브레멘에 입단한 후, 외질은 등번호 11번을 받았다. 2008년 4월 26일, 카를스루에와의 30라운드 경기에서, 외질은 33분에 2-1로 앞서나가는 골을 기록했다. 이는 외질의 첫 분데스리가 골이었다. 그는 시즌 후반기에 12경기를 출전했는데, 이 중 6경기는 선발로 출전했는데, 2007-08 시즌 끝에 베르더 브레멘은 분데스리가 준우승을 차지했다.
비록 브레멘은 2008-09 시즌 기간 동안 부진하면서 리그를 10위로 마쳤지만, 외질은 선수단 내 존재감을 더욱 발휘하였고, 대부분의 경기에 출전해 3골을 기록하고 15번의 도움을 기록해 그의 공격 수치를 대폭 올렸다. 그는 북독일 구단을 2009 DFB-포칼 결승전에 올려놓았고, 베를린에서 열린 이 경기에서 그는 레버쿠젠을 상대로 1-0 결승골을 기록했다. 그는 유럽 무대에서도 훌륭한 활약을 펼쳐 마지막 UEFA컵 결승전에 진출시켰지만, 우크라이나의 샤흐타르 도네츠크에 패했다.
2009-10 시즌, 외질은 지에구가 유벤투스 베르더 브레멘의 새 플레이메이커가 되었는데, 분데스리가 2009-10 시즌의 전반기 최우수 선수로 선정되었다. 2010년 5월 1일, 친정 구단인 샬케 04와의 33라운드 경기는 외질의 분데스리가 100번째 경기였고, 2-0으로 이긴 이 경기에서 그는 1-0 선제골을 기록했다. 외질이 이끈 베르더 브레멘은 리그를 3위로 마감했고, DFB-포칼 결승전에 2년 연속 진출했지만, 이번에는 바이에른 뮌헨에게 0-4로 완패했다. 두 번째 온전한 시즌에 브레멘은 3위의 준수한 성적을 거두었고, 외질은 31번의 리그 경기에서 9골 17도움을 기록했다. 2009-10 시즌동안 외질은 "시즌 전반기 최우수 선수"로도 선정되었다.

### 레알 마드리드

#### 2010–11 시즌

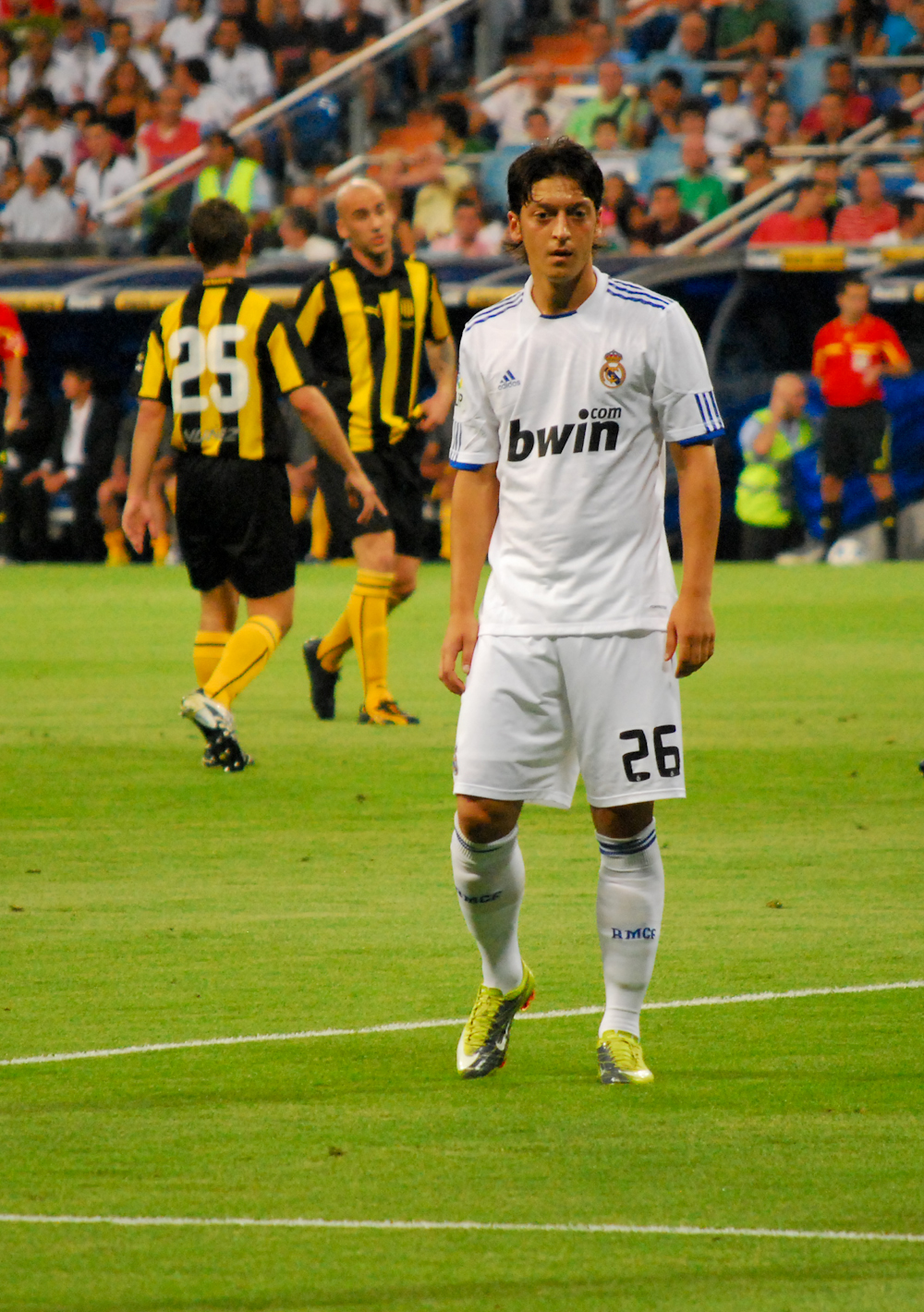
2010년, 레알 마드리드의 외질

2010년 FIFA 월드컵의 활약상을 바탕으로, 외질은 유럽의 최고 신인들 중 한명으로 각광받았다. 그는 바르셀로나, 아스널, 그리고 레알 마드리드의 제의를 받았다. 잉글랜드의 공격수 웨인 루니는 외질의 FIFA 월드컵 활약상에 존중을 표한 이들 중 하나였고, 알렉스 퍼거슨 맨체스터 유나이티드 감독으로 하여금 독일의 플레이메이커 영입을 제안하기도 했다. 바르셀로나로의 이적이 성사되었다는 언론의 보도가 나오기도 했다. 베르더 브레멘은 2010년 8월 17일 보도 내용을 부인했고, 레알 마드리드와 외질의 이적을 놓고 협상했다고 발표했다. 이적료는 €15M으로 책정된 것으로 추정되었다. 입단하면서 외질은 "레알 마드리드가 제의했을 때, 다른 결정의 여지는 없었습니다. 솔직히 말하자면 - 당신이라면 이 구단을 거절하지 않았을 겁니다. 저는 서둘러 베르더 브레멘을 나갈 생각은 없었지만, 이 구단이 제의했다면 당연히 수락했을 것입니다. 직감적으로, 경기장과 세계구급 선수단으로 채워진 선수단과 훌륭한 역사를 지닌 구단이지요. 베르나베우에서 활약을 펼칠 전망은 대단한 일이어서 당신도 곧바로 뛰어들고 싶은 일일 것입니다."라고 말했다. 외질은 8월 22일 3-1로 이긴 에르쿨레스와의 친선전에서 첫 경기를 펼쳤다. 그의 등번호는 시즌이 시작하기 전에 계속 변경되었다. 그는 시즌 전에 26번을, 첫 경기에는 19번을 받았다. 그러나, 라파엘 판 데르 파르트가 토트넘 홋스퍼로 떠나면서 23번이 공석이 되자, 외질은 그 등번호를 사용하게 되었다.
외질은 본래 카카의 후보로 고려되고 영입되었지만, 수술로 빠지면서, 외질이 주전을 꿰찼다. 그는 0-0으로 끝난 마요르카와의 경기에서 62분에 앙헬 디 마리아와 교체로 투입되어 레알 마드리드 소속으로 라 리가 첫 경기를 치렀다.

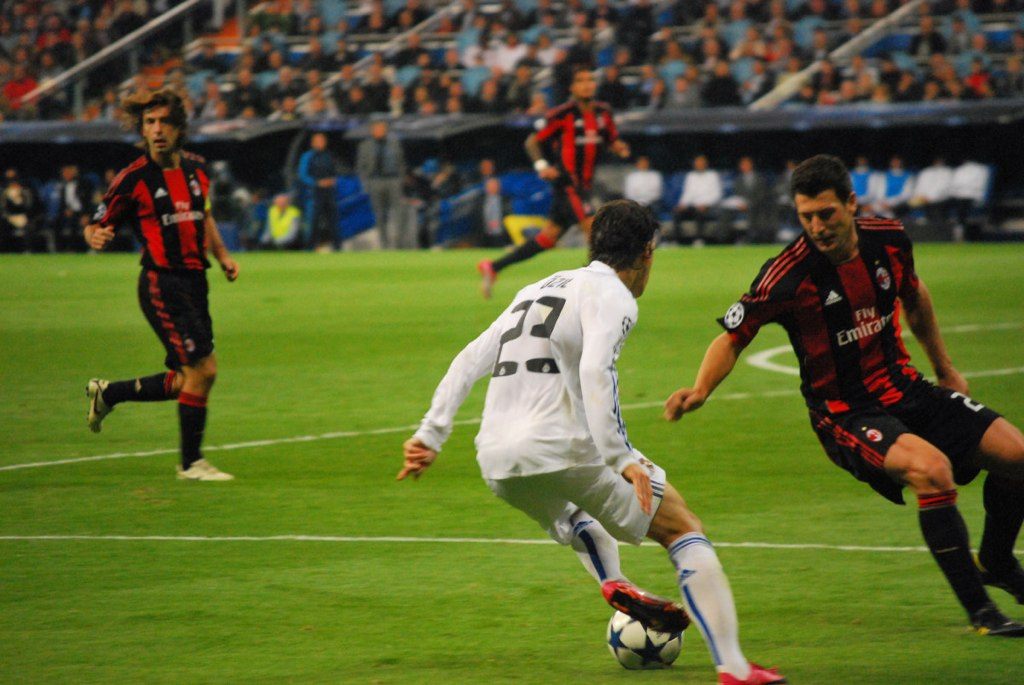
밀란과의 UEFA 챔피언스리그 2010-11 경기에서 다니엘레 보네라를 상대하는 외질

그는 9월 15일 UEFA 챔피언스리그 첫 경기를 펼쳤는데, 74분에 곤살로 이과인의 골을 도와 레알 마드리드에서의 첫 도움을 기록했고, 소속 구단은 아약스에 2-0으로 이겼다.
그는 산티아고 베르나베우에서 치른 처음 두 경기에서 후반에 교체될 때 기립 박수를 받았다. 그의 첫 골은 6-1로 이긴 데포르티보와의 2010년 10월 3일자 리그 경기에서 터졌다. 외질이 마드리드에서 터뜨린 첫 UEFA 챔피언스리그 골은 2010년 10월 19일에 밀란을 상대로 14분에 기록되었다. 12월 22일, 그는 8-0으로 이긴 레반테와의 코파 델 레이 첫 경기를 치렀고, 득점도 한 번 기록했다.
그는 시즌을 25도움으로 끝냈는데, 이는 유럽 주요 대회를 통틀어 기록한 최다 도움이었다. 외질의 레알 마드리드에서의 첫 시즌 활약상은 언론, 지지자, 그리고 선수들로부터 찬사를 얻었다.

#### 2011–12 시즌
외질은 2011-12 시즌을 기점으로 레알 마드리드의 등번호 10번을 가져갔는데, 이는 주제 모리뉴 감독이 독일 국가대표를 그의 주 플레이메이커로 사용하겠다는 것을 의미했다. 2011년 8월 14일, 외질은 바르셀로나와의 수페르코파 데 에스파냐 2011 1차전에서 첫 고전 더비 골을 기록했다. 2011년 8월 17일, 그는 수페르코파 데 에스파냐 2011 2차전에서 막판에 바르사의 공격수 다비드 비야와 언쟁을 벌이다 퇴장당했다. 외질은 독일의 키커지와의 인터뷰에서 레알 마드리드에 은퇴할 때까지 활약할 의사를 밝혔는데, 그는 "저는 레알 마드리드에서 은퇴하고 싶습니다. 저는 아직 앞날이 창창하고 다수의 저보다 젊고 우수한 선수들이 올 수도 있어 힘든 일이겠지만, 저는 미래의 일부가 되고 싶습니다. 저는 제 장점을 알고, 설득력이 있으며, 저는 레알 마드리드에 오래 머물고 싶습니다."라고 말했다.
외질은 FIFA 발롱도르 후보로도 이름을 올렸다.

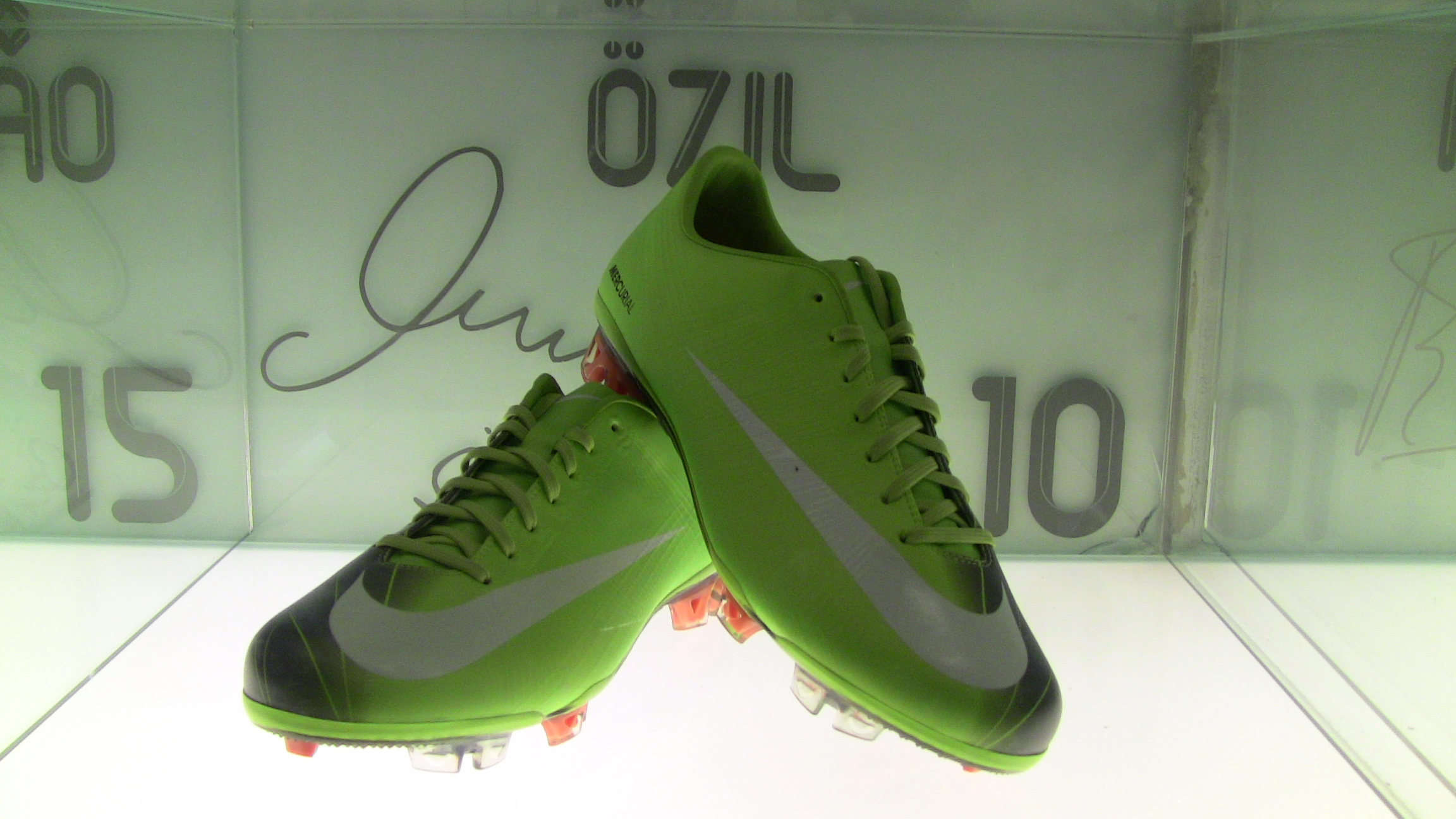
2012년, 산티아고 베르나베우 박물관에 전시된 외질의 축구화

그는 17도움으로 라 리가 도움 1위를 기록했다. 2012년 5월 2일, 빌바오와의 경기에서 마드리드의 선제골을 도왔는데, 레알 마드리드는 3-0 승리를 거두고 라 리가 32번째 우승을 확정지었다. 111일 후, 외질은 마요르카와의 시즌 최종전에서 2골을 기록했는데, 그는 다시 구단에서 훌륭한 활약을 펼쳤다. 이 경기 승리로 레알 마드리드는 스페인 리그 역사상 최초로 단일 시즌 승점 100점을 적립하는 업적을 세웠다. 그는 레알 마드리드와 독일 국가대표팀에서의 활약으로 UEFA 올해의 선수 후보로 선정되었고, 최종적으로 10위를 차지했는데, 그는 상위 10명 안에 든 선수들 중 최연소 선수였다.

#### 2012–13 시즌
루카 모드리치가 시즌을 앞두고 합류하면서, 일부 언론에 따르면 외질이 레알 마드리드에서 불만이 있다고 보도했지만, 그는 보도 내용을 부인했고, 그는 구단에 만족하며 주전을 놓고 경쟁하기를 기대한다고 덧붙였다. 시즌 시작과 함께, 그는 수페르코파 데 에스파냐 우승을 거두었다. 리그에서, 그는 2-2로 비긴 바르셀로나와의 캄 노우 원정 경기에서 크리스티아누 호날두에 중요한 도움을 주었다. 11월 6일, 외질은 도르트문트를 상대로 89분에 극적인 프리킥 동점골을 넣어 레알 마드리드의 승점을 1점 추가했다.
그는 인상적인 활약을 이어나가 레알 바야돌리드를 상대로 2골을 추가했고, 레알 마드리드는 3-2로 극적인 승리를 거두었다. 외질은 시즌을 29도움으로 끝냈고 또다시 찬사를 얻었지만, 레알 마드리드는 시즌 초에 수페르코파 데 에스파냐를 우승한 것 빼고는 우승컵을 추가하지 못했다. 시즌 끝에, 외질은 총 26번의 도움을 기록했는데, 리그 내 그 어느 선수보다 많은 도움을 기록했다.

### 아스널

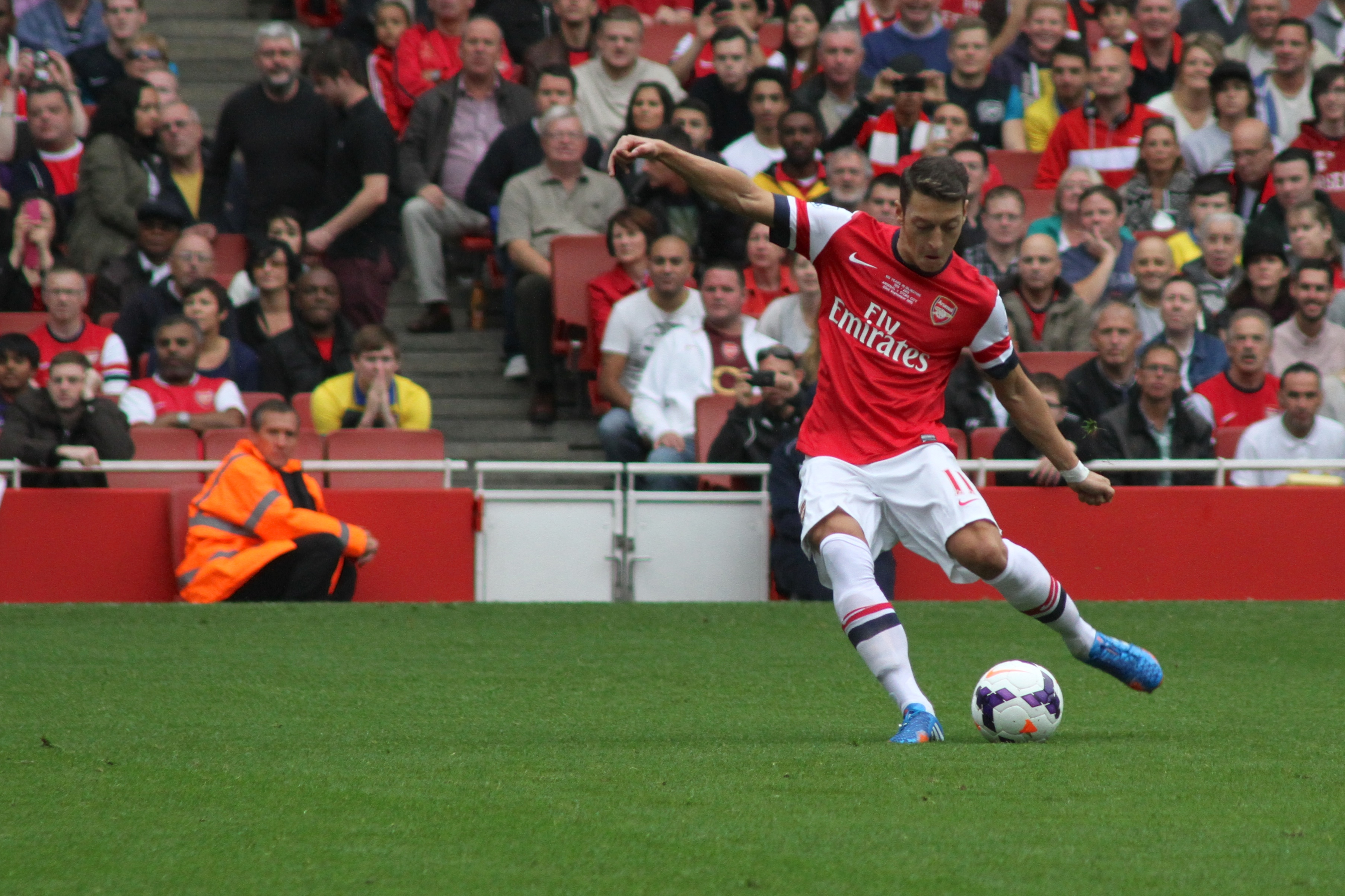
2013년 9월 22일, 스토크 시티와의 경기에서 프리킥을 차는 아스널의 외질

2013년 9월 2일, 외질은 잉글랜드의 아스널에 합류했다. 외질의 영입에 지출한 비용과 계약 기간은 모두 비공개였지만, €50M (£42.5M) 에 5년 계약을 맺은 것으로 추정되었다. 외질은 이번 이적으로 독일 선수 역대 최고 이적료를 기록했다. 외질은 등번호 11번을 맡아 선수단의 공격형 중앙 미드필더의 임무를 부여받았다. 계약 조항은 2016년 1월에 유출되었는데, 그의 이적료는 실제 €44M (당시 환율로 £37.4M) 인 것으로 밝혀졌고, 나머지 €6M (£5.1M) 은 2014년 7월부터 균등하게 나누어져 UEFA 챔피언스리그 진출 조항에 따라 분산되었다. 인수 조항에 따라 레알 마드리드는 아스널이 플레이메이커를 스페인 구단에 재매각을 원할 경우 48시간 내에 행할 우선권을 가졌다.
외질은 이적에 대해 "주말에, 저는 레알 마드리드에 남을 것이라 확신했지만, 저는 수뇌부와 감독으로부터 신뢰가 부족하다는 것을 깨달았습니다. 저는 신뢰가 필요한 선수이고, 그로 인해 제가 아스널로 옮겼고, 제가 합류한 이유입니다."라고 언급했다. 외질은 첫 기자 회견에서 "저는 이적료 없이 들어가려 했고, 그것 또한 문제될 것이 없었습니다."라고 말했다. 외질은 아르센 벵어 감독이 그의 결정에 중요한 영향을 끼쳤다고 밝혔다: "제가 아르센 벵거 감독과 통화했을 때, 그는 존중심을 담아 제안했고, 선수로서, 저는 그런 존중이 필요했습니다." 몇몇 레알 마드리드 선수들은 외질이 구단을 떠난 것에 불만을 가졌는데, 크리스티아누 호날두는 "그는 문전 앞의 제 움직임을 가장 잘 파악한 선수입니다 ... 저는 외질이 떠났다는 것이 분통합니다."라고 말했다.

#### 2013–14 시즌
외질은 2013년 9월 14일 선덜랜드와의 리그 원정 경기에서 아스널 첫 경기를 치렀다. 그는 11분에 올리비에 지루의 골을 도와 3-1 승리에 일조했다. 사흘 후, 그는 마르세유를 상대로 아스널 선수로서 한 UEFA 챔피언스리그 첫 경기를 치렀다. 아스널 선수로 데뷔한 지 3주 후, 그는 스토크 시티를 상대로 안방 첫 경기를 치렀고, 경기는 3-1 승리로 끝났다. 그는 3골에 모두 관여했는데, 두 골은 직접 도왔고, 나머지 한 골은 프리킥이 막힌 후 에런 램지의 경로에 공이 떨어졌었다. 그는 2-0으로 이긴 나폴리와의 UEFA 챔피언스리그에서 아스널 1호골을 득점했는데, 그는 램지의 크로스를 깔끔하게 마무리했다. 10월 19일, 그는 4-1로 이긴 노리치 시티와의 안방 경기에서 프리미어리그 1, 2호골을 득점했다. 외질은 11월에 아스널이 치른 6경기에 모두 참가했다. 독일의 플레이메이커는 마르세유와의 경기에서 잭 윌셔에게 공을 건내 추가골을 도왔고, 에런 램지와 마티외 플라미니의 골도 도와 카디프 시티와의 경기에서 3-0 완승을 견인했다. 외질은 아스널의 4번째 득점 기회를 날렸는데, 그의 페널티킥은 마르세유의 스테브 망당다 수문장에 막혔다.
10월, 외질은 전 마드리드 동료 크리스티아누 호날두와 FIFA 발롱도르 후보로 또다시 올랐다. 외질은 UEFA 올해의 팀에도 이름을 올렸다. 외질은 헐 시티와 에버턴과의 경기에서 두 골을 추가하는 것으로 12월을 시작했다. 그는 경미한 어깨 부상을 당하면서 뉴캐슬 유나이티드와의 12월 마지막 경기에 결장했지만, 승리했다. 3-6으로 패한 맨체스터 시티와의 경기에서도 도움을 기록했지만, 동료 페어 메르테자커와 언쟁을 벌였는데, 그는 외질이 원정온 관중들에 감사하는 것을 잊었기에 화를 냈는데, 그가 감사하지 못했다는 것에 대한 사과를 페이스북으로 기재했다.

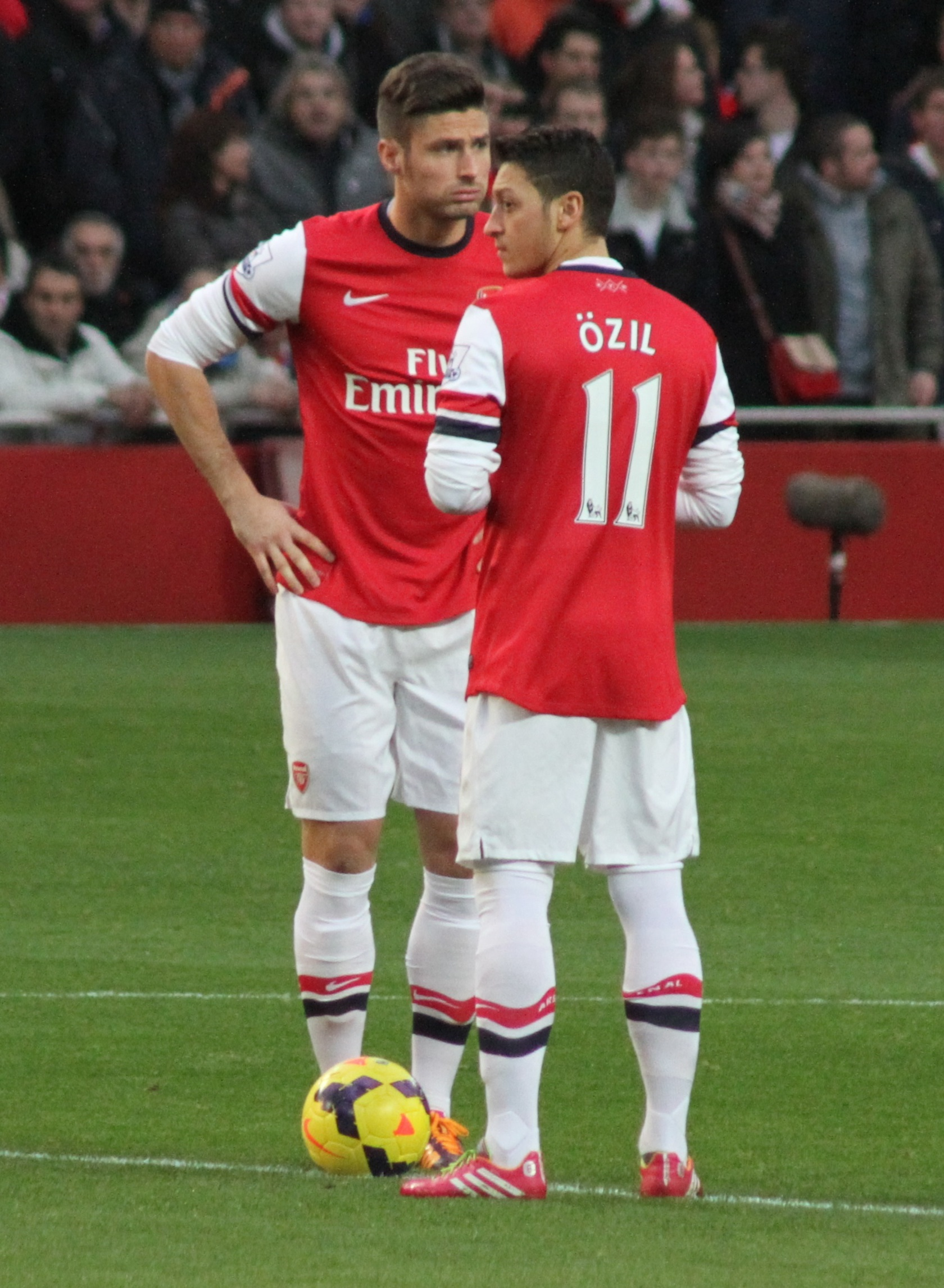
2013년 11월 23일, 사우샘프턴전 경기 개시를 기다리는 외질과 올리비에 지루

외질은 1월에 아스널이 치른 6경기 중 4경기에 출전했다. 플레이메이커는 아스널이 카디프 시티와의 신정 경기에 어깨 부상으로 결장했지만, 토트넘 홋스퍼와의 FA컵 경기에서 막판에 교체로 출전했다. 25세의 선수는 루카스 포돌스키에 미끄러지듯 패스했고, 코번트리 시티와의 경기에서 첫 골을 기록했고, 월말의 사우샘프턴과의 경기에서는 산티 카솔라의 골도 도와 도움 횟수를 10으로 늘렸다.
2월은 외질의 시련의 달로, 그는 처음 몇달 간 보였던 정점의 기량을 보이지 못했다. 독일의 플레이메이커는 바이에른 뮌헨과의 UEFA 챔피언스리그 결선 토너먼트와의 경기에서 훌륭하게 페널티킥을 얻어냈지만, 이는 마누엘 노이어에게 막혔다. 이전에 맨체스터 유나이티드와 비긴 후, 아르센 벵어는 외질에 대해 "그는 잘 해냈고, 프리미어리그에 잘 적응하고 있습니다- 우리는 이전에도 [적응하는데 시간이 걸린다는 것을] 잘 봤습니다. 저는 그가 왕년에 최고급 선수였고 지금도 그렇기에 큰 압박을 주고 싶지 않습니다. 그는 근래에 최고의 경기를 펼치지 못했고, (리버풀 원정에서 1-5로 패할 당시 외질은 형편 없는 활약으로 관심을 모았다.) 그런 일이 일어날 수도 있습니다. 그는 프리미어리그의 체격적 수준에 맞추기 위해 열심히 적응하고 있고, 저에게 그는 훌륭한 선수입니다."
3월 8일, 외질은 4-1로 이긴 에버턴과의 FA컵 8강전에서 자신의 2014년 첫 골을 기록했다. 외질은 아스널이 바이에른 뮌헨과 UEFA 챔피언스리그 16강 2차전을 펼칠 때 옛 기량이 회복하는 모습을 보였다. 그는 전반 끝과 함께 교체되었는데, 외질은 힘줄 부상을 당해 한 달 간 못나오게 되기 때문이었는데, 그는 첼시와 맨체스터 시티와의 중요한 경기에 못 출전했다.
4월 20일, 외질은 헐 시티와의 경기에서 즉각적인 영향을 펼쳤는데, 복귀한 경기에 적극적으로 임해 아스널의 3-0 승리에 일조했다. 그는 3-0으로 이긴 뉴캐슬 유나이티드와의 경기에서 아스널의 2-0 추가골을 기록했고, 올리비에 지루가 머리로 넣은 골을 도왔다. 벵어 감독은 외질이 복귀전에 선보인 활약에 칭찬했는데, "메수트 외질은 선수단의 매우 중요한 존재이다. 그가 부상으로 빠졌을 때 더욱 절실하게 느껴졌습니다. 우리는 시즌의 중요한 순간에 몇몇 주요 선수들을 절실하게 느꼈습니다. 우리는 그가 선수단에 복귀해 정상급 활약을 펼치고, 우리는 그것이 필요했다는 점에 감사합니다."라고 말했다.
외질은 잉글랜드 첫 시즌의 마지막 달에 남은 아스널의 3경기에 모두 출전했다. 독일인 플레이메이커는 웸블리에서 열린 헐 시티와의 2014 FA컵 결승전에 연장 후반전을 앞두고 교체로 출전했다. FA컵에 대해 더 언급된 바로는 페어 메르테자커가 같은 국적의 그에게 잉글랜드에서의 첫 시즌에 선수단에 영향을 준 것에 대해 칭찬한 것이었다. "처음부터 알았겠지만, 그는 유럽 최고의 선수들 중 한 명입니다."라고 메르테자커가 말했다. "그의 공헌과 도움은 어느 구단에서든지 필요하며, 우리는 그와 함께한다는 점이 기쁩니다."라고 덧붙였다. 외질은 아스널 첫 시즌에 모든 대회를 합해 40경기에 나섰고 7골 13도움을 기록했다.

#### 2014–15 시즌

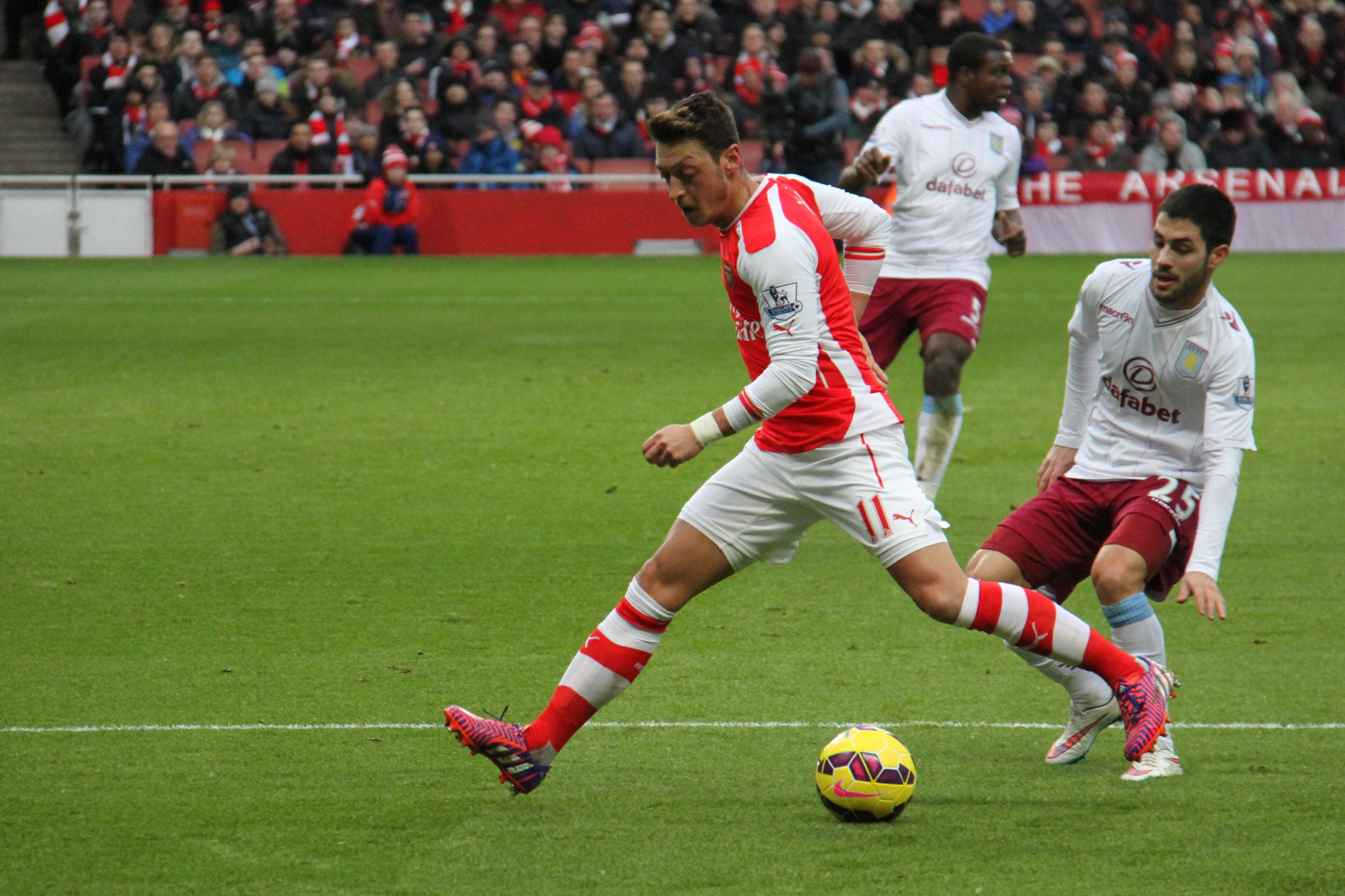
2015년 2월, 애스턴 빌라와의 리그 경기의 외질

외질은 브라질에서 열린 2014년 FIFA 월드컵에 독일 선수단으로 활약한 뒤 8월 중순에 구단 훈련에 합류했다. 8월 23일, 외질은 2-2로 비긴 에버턴과의 구디슨 파크 원정 경기에서 시즌 첫 출전을 기록했다. 8월 27일, 그는 베식타시와의 UEFA 챔피언스리그 예선 플레이오프전에서 알렉시스 산체스의 2차전 결승골에 관여했는데, 득점으로 이어지는 과정에서 잭 윌셔와 공을 한 두 번 공을 주고 받았다. 9월 20일, 외질은 3-0으로 이긴 애스턴 빌라와의 빌라 파크 원정 경기에서 선제골을 기록하고 대니 웰벡의 골을 도왔다. 외질은 이어즈는 3경기에 출전했고, 갈라타사라이와의 UEFA 챔피언스리그 조별 리그 경기에서는 알렉시스 산체스의 골을 도와 4-1 승리에 일조했다. 10월 8일, 독일 축구 협회는 사흘 전 국가대항전 휴식기를 앞두고 0-2로 패한 첼시전에서 외질이 왼쪽 무릎 부상을 당해 10주에서 12주 동안 결장하게 되었다고 밝혔다. 부상 여파로 그는 아스널의 남은 UEFA 챔피언스리그 경기에 출전하지 못하게 되는 것은 물론, 4번의 국제 경기에 출전하지 못하게 되었다.
2015년 1월 11일, 외질은 3-0으로 이긴 스토크 시티와의 경기에서 73분에 교체로 들어가 세 달 만의 복귀전을 치렀다. 1월 25일, 그는 3-2로 이긴 브라이턴 & 호브 앨비언과의 FA컵 4라운드 경기에서 선발로 복귀했고, 토마시 로시츠키에 공을 받은 뒤 아스널의 2번째 골을 기록했다. 2월 1일, 그는 처음으로 2015년 프리미어리그 경기에 선발 출전했는데, 올리비에 지루의 골을 도와 애스턴 빌라와의 안방 경기 5-0 승리에 공헌했다. 그 다음 주, 외질은 토트넘과의 화이트 하트 레인 원정 경기에서 선제골을 기록했지만, 포병대는 북런던 더비에서 1-2로 패했다. 4월 4일, 그는 리버풀에게 4-1로 이긴 경기에서 아스널의 두 번째 골을 기록했다. 3-1로 이긴 헐 시티전이 종료된 이후, 아르센 벵어 감독은 "그의 활약은 대체적으로 인상이 강하다."라고 찬사를 보냈다.
외질은 물 오른 상태를 계속 이어 나가 4월 18일 레딩과의 FA컵 2014-15 준결승전에서 알렉시스 산체스의 두 골을 도와 2-1 승리에 일조했다. 외질은 5월 30일 2015 FA컵 결승전에 선발로 출전했는데, 아스널은 애스턴 빌라를 4-0으로 완파했고, 그는 아스널에서의 두 번째 시즌에 모든 대회를 통틀어 31경기에 출전하여 5골 7도움을 기록했다.

#### 2015–16 시즌

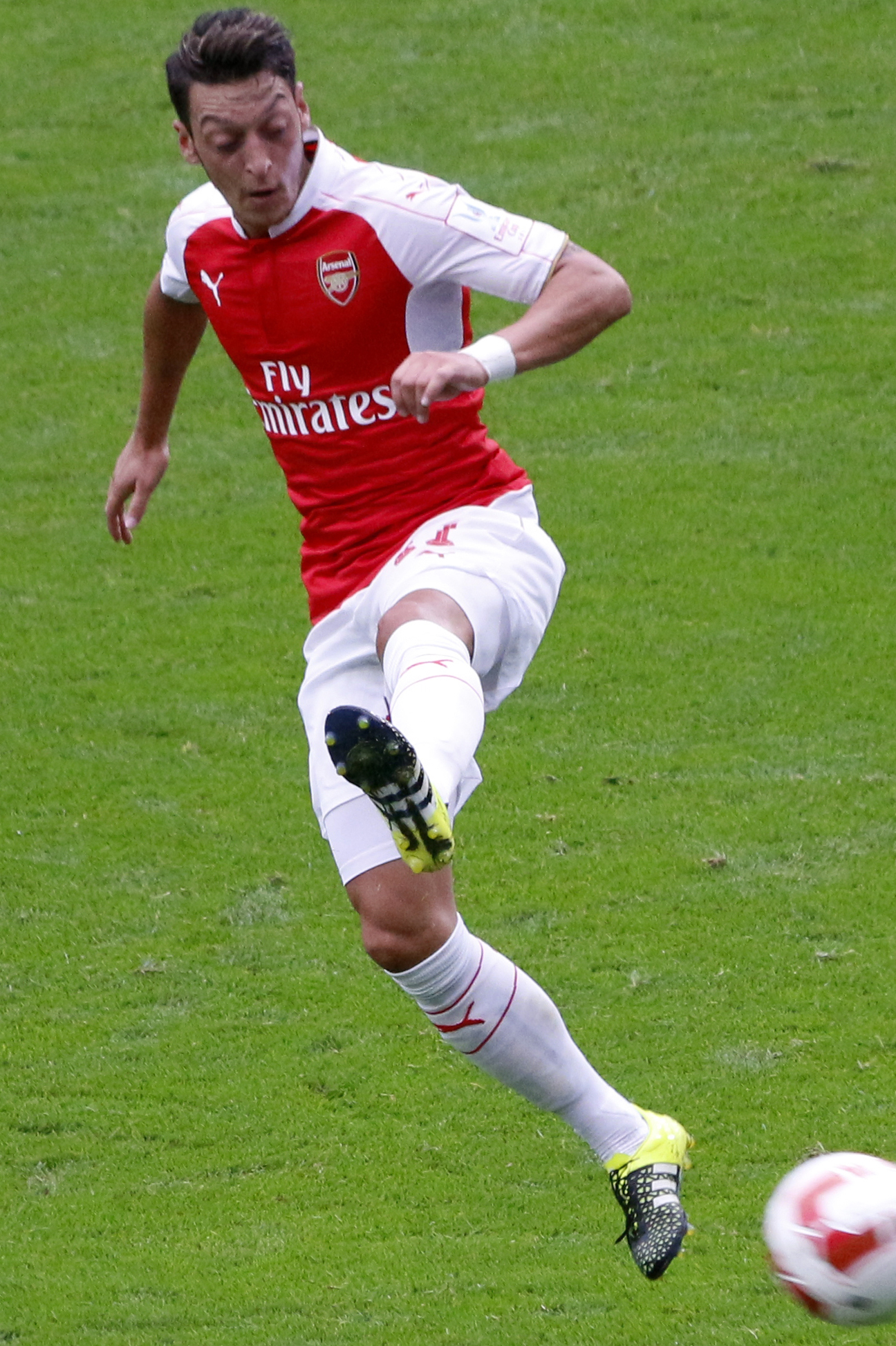
2015년, 아스널 경기의 외질

리옹과의 시즌 전 경기에서 득점한 후, 벵어 감독은 외질에게 아스널 옷을 입은 이래 최고의 활약을 펼쳤다는 찬사를 보냈다. 2015년 8월 2일, 외질은 2015 FA 커뮤니티 실드 경기에 선발로 출전했고, 포병대는 웸블리에서 리그 정상에 오른 첼시를 1-0으로 이겼다. 1주 후, 그는 0-2로 패한 웨스트 햄 유나이티드와의 경기에서 시즌 첫 프리미어리그 경기를 치렀다.
10월 4일, 외질은 3-0으로 이긴 맨체스터 유나이티드와의 안방 경기에서 2015-16 시즌 첫 골을 기록했다. 그는 앞서 알렉시스 산체스가 6분에 포병대의 선제골을 돕기도 했다. 외질은 10월 17일 3-0으로 이긴 왓퍼드와의 비커리지 로드 원정 경기에서 산체스와 올리비에 지루의 골을 도와 경기 최우수 선수로 선정되었다. 10월 20일, 외질은 시즌 첫 UEFA 챔피언스리그 득점을 기록했는데, 아스널은 바이에른 뮌헨과의 안방 조별 리그 경기에서 2-0 완승을 거두었다.
2015년 11월 8일, 그는 프리미어리그 1-1로 비긴 토트넘 홋스퍼와의 더비전에서 키런 기브스의 골을 도와 역사상 처음으로 6경기 연속 도움을 기록한 선수가 되었다. 그는 이어서 웨스트 브로미치 앨비언과의 경기에서 7경기 연속 도움을 기록했고, 이어지는 디나모 자그레브와의 경기에서 UEFA 챔피언스리그 시즌 2호골을 기록했다. 그는 1-1로 비긴 노리치 시티와의 경기에서 선제골을 기록해 2경기 연속골을 넣었다. 외질은 이어지는 애스턴 빌라, 맨체스터 시티, 그리고 선덜랜드와의 3경기에서 4번의 도움을 기록해 좋은 기량을 계속해서 선보였고, 이 3경기에서 모두 승리했다. 2015년 12월 28일, 외질은 2-0으로 이긴 본머스와의 경기에서 선제골을 돕고, 추가골을 직접 기록해 도합하여 9번의 득점 기회를 창출했는데, 이는 그 시즌 단일 프리미어리그 선수가 기록한 최다 기록이었다.
2016년 1월 24일, 외질은 0-1로 패한 첼시와의 프리미어리그 경기에서 포병대 소속으로의 100번째 경기를 치렀다. 2월 2일, 사우샘프턴과의 다음 프리미어리그 경기에서, 외질은 10번의 득점 기회를 창출해 같은 시즌에 자신이 기록한 9회의 기회를 경신했다. 그러나, 이 기록은 경기가 0-0으로 끝나 포병대가 프리미어리그 3경기 연속 무득점으로 4위에 하락하면서 의미가 없어졌다. 2월 7일, 그는 본머스와의 원정 경기에서 2-0 승리에 일조해 포병대의 프리미어리그 골가뭄을 끝냈다. 외질은 대니 웰벡이 추가 시간에 머리로 넣은 골을 프리킥으로 도와 17번째 프리미어리그 도움을 기록했고, 아스널은 선두 레스터 시티와의 2월 14일 경기에서 2-1로 역전승을 거두었다.
바르셀로나와의 UEFA 챔피언스리그 안방 경기에서 0-2로 패한 후, 외질은 2-3으로 진 맨체스터 유나이티드와의 올드 트래퍼드 원정 경기에서 득점과 도움을 기록했지만, 포병대는 우승 경쟁에서 더 멀어졌다. 외질은 1-2로 진 왓퍼드와의 FA컵 경기에 선발 출전해 대니 웰벡의 만회골을 발뒤꿈치로 도왔고, 사흘 후에는 1-3으로 패한 바르셀로나와의 UEFA 챔피언스리그 경기를 치렀는데, 아스널은 3월에 치른 두 컵 대회에서 모두 탈락했다.
외질은 4-0으로 이긴 애스턴 빌라와의 마지막 프리미어리그 경기에서 올리비에 지루의 두 번째 골을 도왔고, 포병대는 숙적 토트넘 홋스퍼를 제치고 2위로 마쳤다. 이 경기에서 외질은 리그 19호 도움을 기록했고, 프리미어리그에서 이 기록을 넘은 자는 2002-03 시즌에 20도움을 기록한 티에리 앙리가 유일했다. 외질은 아스널에서의 3번째 시즌을 모든 대회 통틀어 8골 20도움을 기록하는 것으로 마무리했고, 그는 아스널 올해의 선수로 선정되었다.

#### 2016–17 시즌
외질은 UEFA 유로 2016 출전 후 몸상태가 완전히 올라오지 않아 리버풀과의 아스널 첫 경기에 결장했다. 그러나, 그는 3-1로 이긴 왓퍼드와의 원정 경기에서 새 시즌 첫 경기를 치렀는데, 그는 시즌 첫 골도 기록했으며, 알렉시스 산체스가 머리로 넣은 세 번째 골을 도왔다. 2016년 10월 19일, 루도고레츠 라즈그라드와의 UEFA 챔피언스리그 경기에서, 외질은 시오 월컷의 골을 돕고 루카스의 크로스를 마무리해 자신의 첫 해트트릭을 완성해 6-0 승리를 견인했다.

### 페네르바흐체
프리미어리그 20-21 시즌 출장이 없던 외질은 결국 2021년 1월 24일 페네르바흐체 SK로 이적했다.

### 은퇴
2023년 3월 22일, 외질은 자신의 트위터, 인스타그램을 통해 최근의 건강 문제들로 인해 선수 경력을 끝내게 되었다고 발표했다. 이스탄불 바샥셰히르는 공식 홈페이지에 외질의 은퇴소식을 올리며 외질의 공로에 감사하고 앞으로의 생활에 성공이 있기를 바란다고 언급했다.

## 국가대표팀 경력

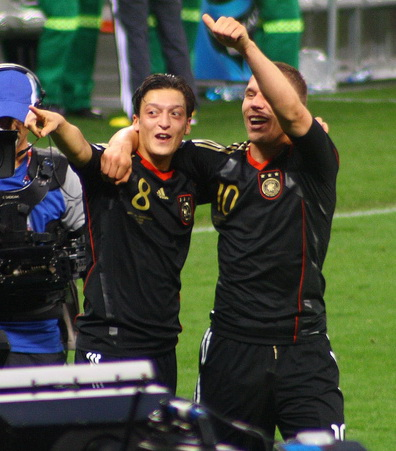
2010년, 루카스 포돌스키와 독일 국가대표팀 승리를 자축하는 외질

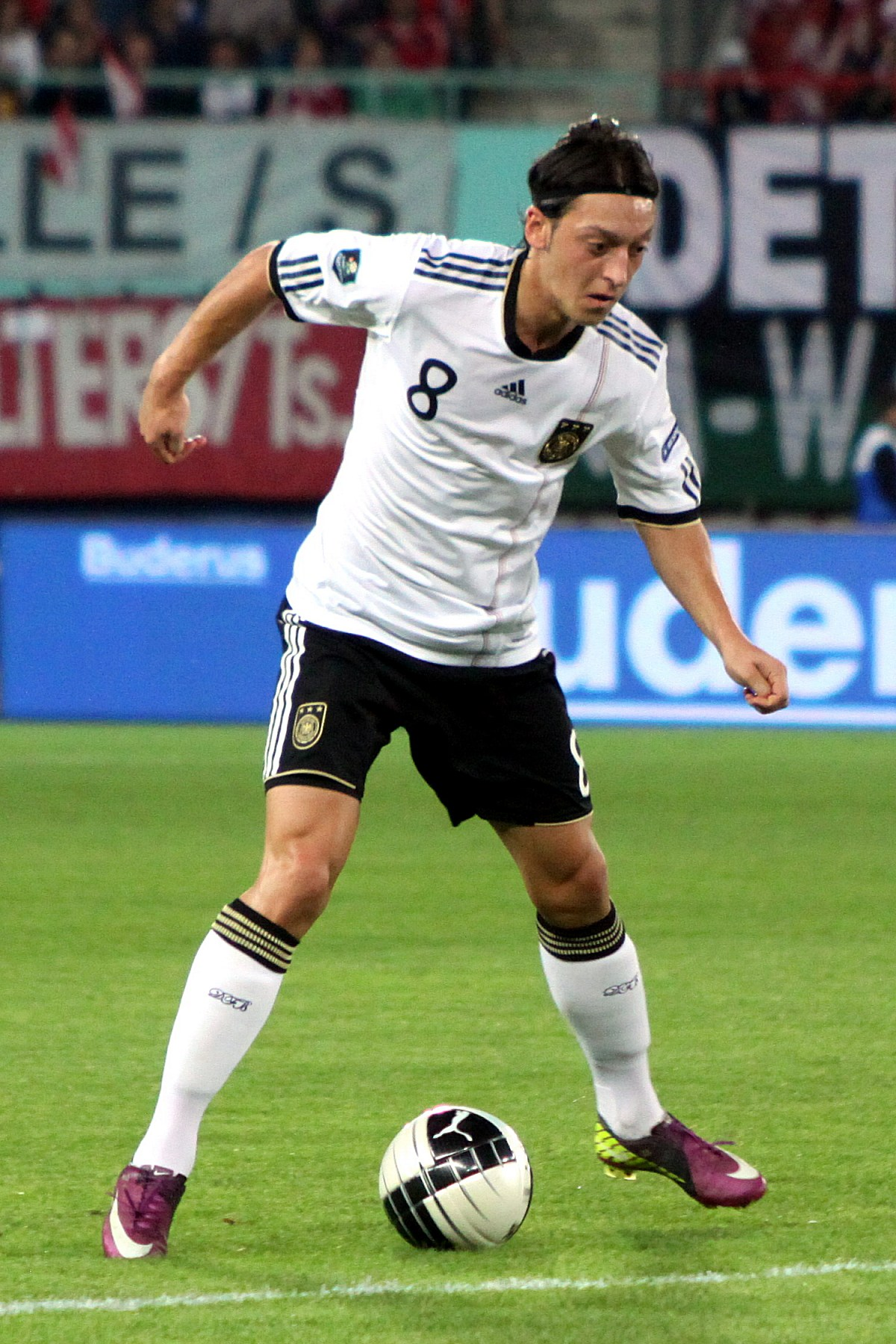
2011년 독일 국가대표팀 경기의 외질

독일과 터키 대표로 모두 출전 가능한 외질은 자신의 출신국을 선택했다. 2006년 9월, 그는 독일 U-17 국가대표팀에 출전했다. 2007년에는 독일 U-21 국가대표팀에 합류했다. 2009년 6월 29일, 외질은 4-0으로 이긴 잉글랜드와의 2009년 UEFA U-21 축구 선수권 대회 결승전에 출전해 최우수 선수로 선정되었다.
그는 2009년 2월 11일, 노르웨이와의 친선전에서 성인 국가대표팀 첫 경기를 치렀다. 그는 9월 5일 남아프리카 공화국과 레버쿠젠의 바이아레나에서 치른 친선경기이자 3번째 성인 국가대표팀 경기에서 첫 골을 기록했다.

### 2010년 FIFA 월드컵
외질은 남아프리카 공화국에서 열린 2010년 FIFA 월드컵의 독일 명단에 이름을 올렸고, 독일이 참가한 모든 경기에 선발로 출전했다. 외질은 4-0으로 이긴 오스트레일리아와의 첫 조별 리그 경기에서 카카우의 골을 도와 4-0 승리에 일조했다. 그는 가나와의 조별 리그 최종전에서 페널티 구역 외곽에서 왼발로 공이 지면에 떨어지기 전에 차넣었고, 독일은 조 1위로 16강에 진출했다.
2010년 6월 27일, 외질은 잉글랜드와의 16강전에 출전해 토마스 뮐러의 4번째 골을 도왔고, 독일은 4-1 대승을 거두었다. 아르헨티나와의 8강전에서는 미로슬라프 클로제의 2번째 골을 도와 독일의 4-0 승리에 일조했다. FIFA는 그가 골든 볼의 후보 10인에 올랐다고 발표했다.

### UEFA 유로 2012
외질은 독일이 UEFA 유로 2012 예선전에서 인상적인 활약을 펼치는데 중심이 되었는데, 그는 5골을 기록해 독일의 예선 조 10전 전승을 거두는데 일조했다. 외질은 7번의 도움을 기록해 UEFA 유로 2012 예선전에서 최다 도움을 기록해 결정적인 패스를 하는 선수로 명성을 높였다. 독일이 UEFA 유로 2012에서 우승 가능한지 질문했을 때 외질은 "우리는 어느 상대든 이길 잠재력을 가졌고, 우리는 우승하기 위한 만반의 준비를 마쳤습니다."라고 답했다.
2012년 2월 29일, 브레멘에서 프랑스와의 친선경기를 앞두고, 외질은 2011년 독일의 최고 국가대표 선수로 선정되었다. 독일은 네덜란드, 덴마크, 그리고 포르투갈과 함께 UEFA 유로 2012의 B조에 편성되었고, 언론은 독일이 속한 조를 "죽음의 조"로 수식했다.
외질은 독일이 4-2로 이긴 그리스와의 8강전에서 2번의 도움을 기록하고 9번의 기회를 창출해 최우수 선수로 선정되었다. 그는 이어지는 이탈리아와의 준결승전에서 페널티킥으로 독일의 한 골을 기록했지만, 1-2로 패했다. 그는 UEFA 유로 2012에서의 활약으로 두 차례 칼스버그 최우수 선수로 선정되었다. 그는 대회를 3도움으로 공동 최다 도움을 기록하는 것으로 끝냈고, UEFA 유럽 축구 선수권 대회의 팀 일원으로 선정되었다.

### 2014년 FIFA 월드컵

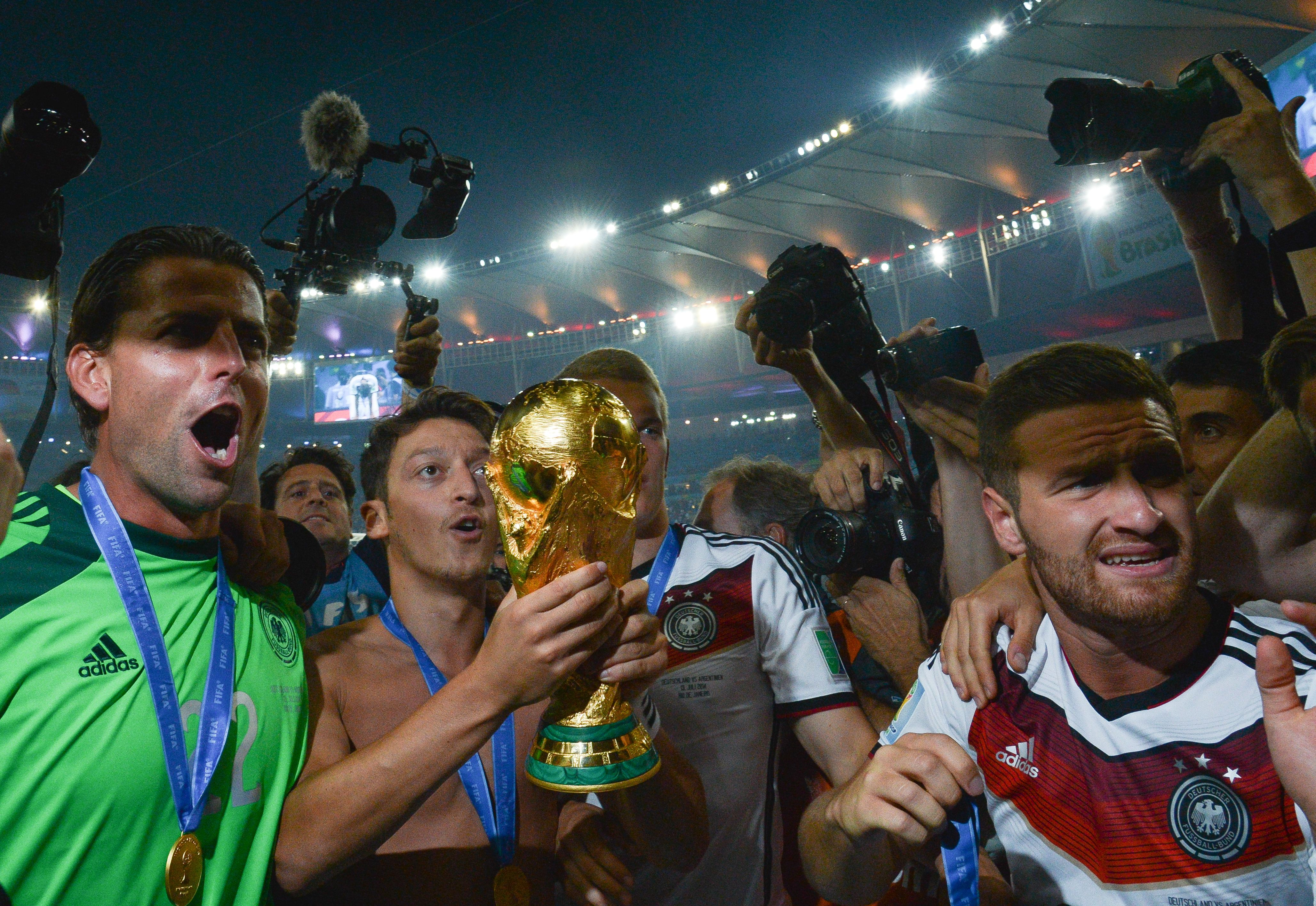
2014년 FIFA 월드컵 결승전 이후 FIFA 월드컵 트로피를 들어올린 외질

외질은 8골을 기록해 독일의 최다 득점자로 2014년 FIFA 월드컵 예선전을 마쳤다.
마르코 로이스가 훈련 경기 도중 부상당하면서, 외질은 본래의 체너 자리에서 왼쪽 측면을 대부분 본선 경기에서 맡았다. 그는 독일이 참가한 2014년 FIFA 월드컵의 7경기에 모두 선발로 출전했고, 독일 국가대표팀이 남아메리카에서 FIFA 월드컵 정상에 등극한 유럽 국가가 되는데 일조했다. 외질은 알제리와의 16강전에서 쐐기골을 넣어 2-1 승리에 공헌했는데, 이 경기는 대회 최고의 경기들 중 하나로 손꼽힌다. 외질은 브라질과의 준결승전에서 사미 케디라의 골을 도와 7-1 승리에 일조하기도 했다. 외질이 도운 골은, 절묘한 패스로 독일이 시작 29분만에 5-0으로 앞서나가게 했다. 이례적인 5골의 맹폭은 국제적인 관심을 샀다.
외질은 결승전 120분 출전한 뒤 아스널 동료 페어 메르테자커와 교체되었다. 독일은 1-0으로 승리해 세계 정상에 올랐다. 트로피가 독일 대표팀에게 주어진 후, 미셸 플라티니 UEFA 회장은 외질에게 기념품으로 그의 유니폼을 가져가도 되는지 물었고, 외질은 수락했다.
외질은 대회에서 최다 패스 3위 (171회)를 기록했고, 리오넬 메시 (23회) 에 이어 득점 기회 창출 공동 2위 (17회)를 기록했고, 마지막 30분에 점유도 2위 (6)를 기록했다.

### UEFA 유로 2016
2016년 6월 12일, 외질은 2-0으로 이긴 우크라이나와의 1차전에서 90분을 출전했다. 그는 92분에 바스티안 슈바인슈타이거의 골을 돕기도 했다. 2016년 6월 21일, 외질은 북아일랜드와의 경기에서 99%의 패스를 성공했고, 기회를 6번 창출해 최우수 선수로 선정되었고, 독일은 승리했다. 닷새 후, 외질은 3-0으로 이긴 슬로바키아와의 16강전에 선발로 출전했다. 경기 13분만에 얻은 페널티킥은 마투슈 코자치크 골키퍼에 막혔다. 2016년 7월 2일, 외질은 이탈리아와의 8강전에서 독일이 1-0으로 앞서나가게 하는 선제골을 기록했지만, 이탈리아가 레오나르도 보누치의 페널티킥으로 승부를 원점으로 돌렸다. 그러나, 독일은 승부차기에서 외질이 골대를 맞추며 실축했지만 6-5로 이겨 준결승행에 성공했다.

### 2018년 FIFA 월드컵
외질은 2018년 FIFA 월드컵에도 독일 축구 국가대표팀의 일원으로 출전했다. 그런데 대회를 앞두고 같은 터키계 독일인 선수인 일카이 귄도안과 함께 독일을 방문한 레제프 타이이프 에르도안 터키 대통령을 만났고 같이 사진 촬영을 했으며 유니폼을 선물한 데다 특히 귄도안이 에르도안을 나의 대통령이라고 지칭한 사건이 발생했다.
외질과 귄도안은 비록 터키계이긴 하지만 두 사람 모두 터키 태생이 아니라 독일 겔젠키르헨 출신으로 독일 국적을 지닌 독일인이었다. 현재 독일과 터키의 외교 관계는 매우 냉랭한 상태이고 에르도안 대통령은 독재자로 악명 높은 인물이었다. 그럼에도 불구하고 아무리 터키계라고는 하지만 독일에서 나고 자란 독일인인 두 사람이 에르도안을 사적으로 만나서 마치 자국 대통령을 칭송하는 듯한 모습을 보였으니 독일 사회는 발칵 뒤집어졌다. 독일 축구팬들은 요아힘 뢰프 감독에게 "외질과 귄도안을 대표팀에서 퇴출시키라."고 요구하기에 이르렀다. 그러나 뢰프 감독은 외질과 귄도안을 끝까지 신임하고 대표팀에 승선시켰다.
외질은 멕시코와의 1차전에서 선발 출전을 했다. 외질은 창의적인 패스를 통해 공격의 물꼬를 트는 역할을 했지만 압박 수비에 취약하다는 단점에서 자유롭지 못했다. 볼 간수 및 배급 능력은 녹슬지 않았지만 전반적으로 멕시코 선수들이 한 발 더 뛰는 조직적인 수비로 외질을 완벽히 봉쇄했다. 외질이 멕시코 수비수들에게 막혀버리자 독일의 공격은 위협적이지 못한 채 계속 겉돌았고 결국 전반 35분, 이르빙 로사노에게 선제골을 허용하며 0 : 1 패배를 당했다.
1차전에서의 저조한 활약상 때문인지 스웨덴과의 2차전에서는 벤치에서 대기했다. 독일은 스웨덴을 상대로도 전반 32분, 올라 토이보넨에게 선제골을 내주며 어려운 경기를 했지만 후반 3분, 마르코 로이스가 티모 베르너의 크로스를 왼쪽 무릎으로 받아 넣으며 동점골을 터뜨렸고 경기 종료 직전, 페널티 박스 좌측 외곽에서 얻은 프리킥을 토니 크로스가 성공시키며 2 : 1 역전승을 거두었다.
그리고 3차전 대한민국과의 경기에서 다시 선발 출장했다. 외질은 이 경기에서도 몇 차례 좋은 패스를 배급했으나 골로 연결되진 않았고 오히려 정우영과 문선민, 장현수의 압박을 견지지 못하며 중앙에서 측면으로 밀려나 경기 내내 측면을 겉돌았다. 뢰프 감독은 사미 케디라를 붙여 외질이 받는 압박을 상쇄하려 했으나 케디라 또한 피지컬 노쇠화로 인해 한국의 중앙 라인이 가하는 압박에 무너지며 고전을 면치 못했다. 이 날 독일은 90분 동안 26회의 슈팅을 날리며 한국을 몰아붙였지만 조현우 골키퍼를 필두로 극단적인 수비로 버티는 한국을 무너뜨리지 못했고 오히려 후반 추가시간에 김영권과 손흥민에게 잇달아 실점하며 0 : 2로 패배하고 말았다.
결국 대한민국과의 단두대 매치에서 0 : 2로 패배한 독일은 1938년 FIFA 월드컵 때 스위스에 패배해 1라운드에서 탈락한지 무려 80년만에 1라운드 탈락을 당하고 말았다. 이 때 외질은 부진한 플레이로 인해 성난 팬들의 질타를 받았고 에르도안 대통령과의 만남까지 다시 불거지며 비난을 받았다.
이에 외질은 자신을 향한 독일 사회의 차별 등에 대해 심경을 토로하며 국가대표팀에서 은퇴할 것임을 밝혔다.

## 플레이스타일

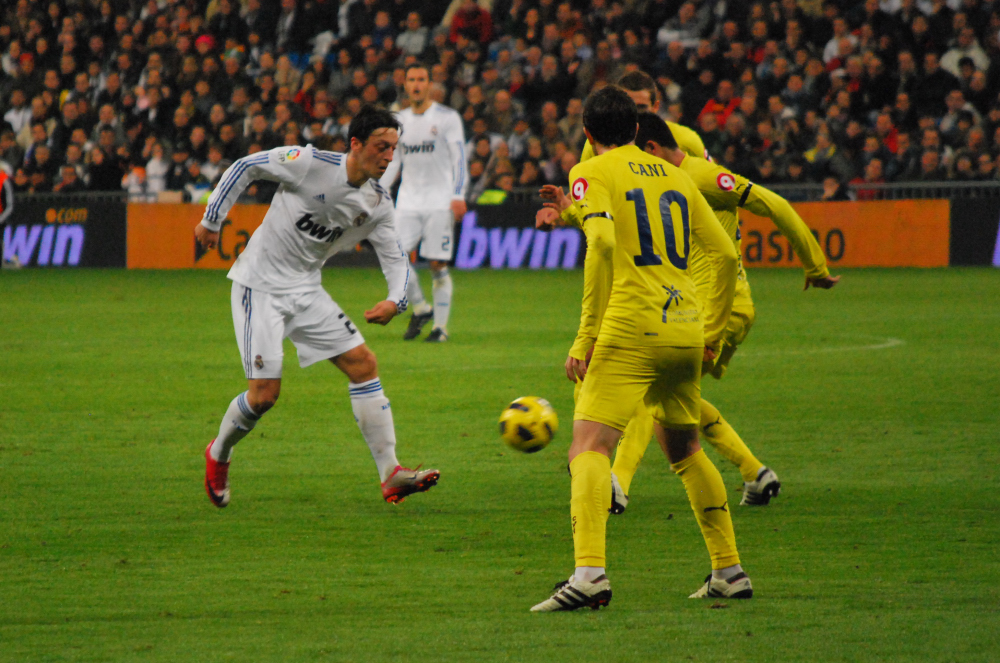
2011년, 레알 마드리드의 외질

빠르고 창조적이며 기술적인 선수로, 외질은 전방 플레이메이커 역할을 수행할 수 있으며, 양쪽 측면을 모두 맡을 수 있으며, 중앙의 공격형 미드필더도 맡을 수 있다. 2010년 FIFA 월드컵에서 그는 나중에 가짜 10번 혹은 중앙 측면 미드필더로 묘사될 위치에 배치됐는데, 이는 그가 공을 지녔을 때 중앙에서 넓은 방향으로 나가려는 경향에서 나왔다. 정교한 왼발잡이로, 넓은 시야가 장점이며, 그의 공 제어력, 이동, 패스 거리, 정확한 크로스 능력도 출중하여, 그로 하여금 수 많은 기회를 창출하고, 동료의 골을 많이 도울 수 있다. 창의적인 능력과 플레이메이커로 두각을 나타내는 공격력으로, 외질은 흔히 언론에서 "도움왕"으로 수식되곤 한다. 2016년 1월을 기준으로 외질은 프리미어리그 역사상 최고 경기당 도움을 기록했다. 호르스트 흐루베슈 독일 U-21 국가대표팀 감독은 한때 "우리 독일은 해외 선수들을 격찬하곤 했지요. 우리는 웨인 루니가 천상의 경기를 펼친다 찬사를 보낸 바 있고, 호날두나 메시도 마찬가지지요. 하지만 우리도 우리만의 메시를 가지고 있습니다. 우리의 메시는 외질입니다."라고 말했다. 벨기에와의 UEFA 유로 2012 예선전에서 그의 득점은 "예술 작품"으로 묘사되기도 했다. 요아힘 뢰프 독일 대표팀 감독은 외질의 "천재적인 순간"과 공 없는 움직임에 열변을 토했다.

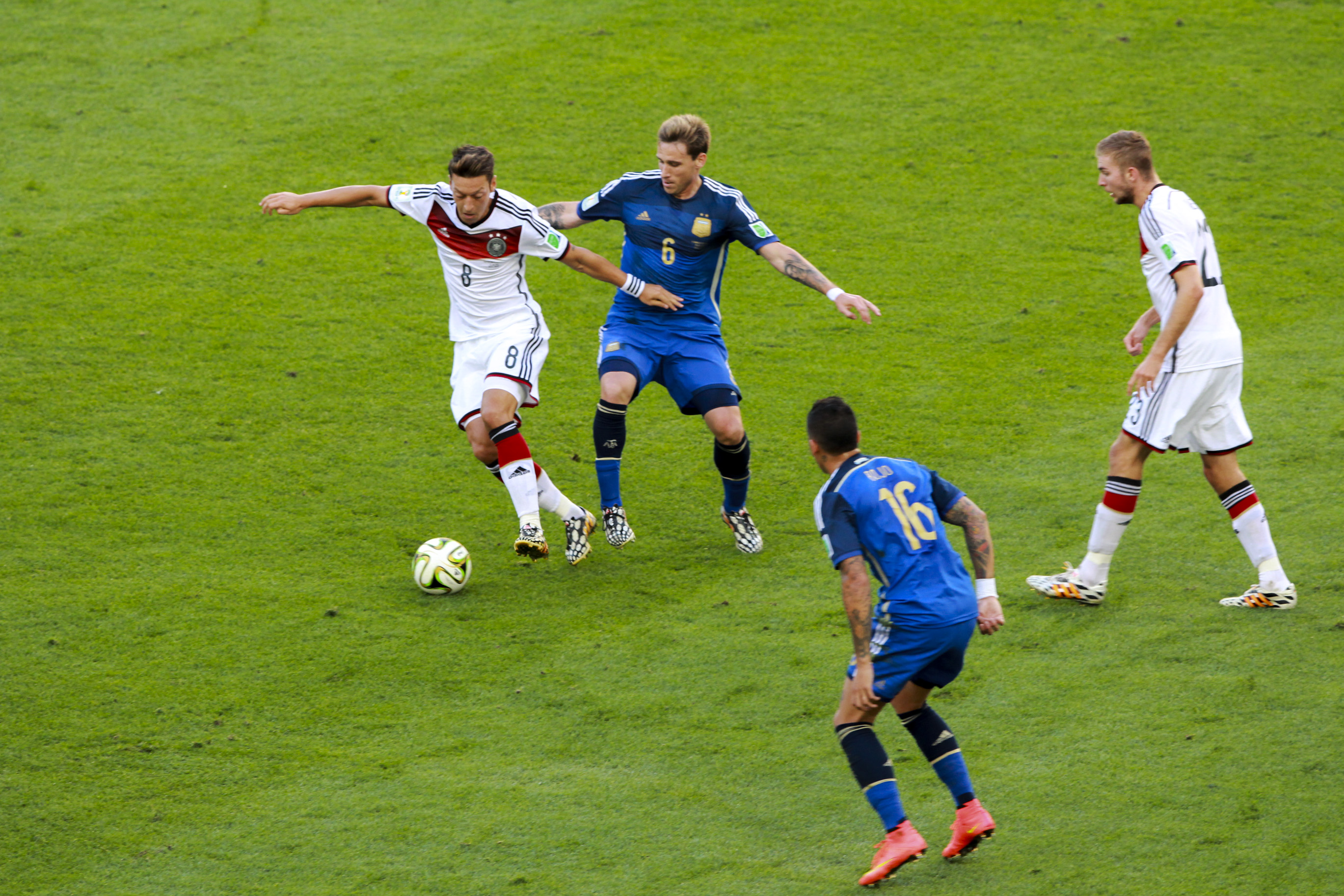
2014년 FIFA 월드컵 결승전에서 공을 잡은 외질

전 레알 마드리드 미드필더인 샤비 알론소는 외질을 "근래에 찾을 수 없는 부류의 선수"라고 묘사했고, "그는 경기를 이해하고, 보며, 결합하고 줄 사이에 머물며, 굳게 닫힌 상대를 엽니다."라고 덧붙였다. 레알 마드리드 시절 외질의 감독이었던 주제 모리뉴는 "외질은 독자적인 존재입니다. 그와 비슷한 부류의 선수는 없습니다. - 심지어 그의 보급형 선수조차도요."라고 묘사했다. 한스디터 플리크 독일 국가대표팀 전 수석 코치는 "우리는 그가 국가대표팀 일원인 것이 자랑스럽습니다. 그가 공을 지녔을 때, 지지자들은 흥분감과 놀라움을 느낄 수 있습니다."라고 자긍심을 나타냈다. 네덜란드와 밀란의 전 선수 뤼트 휠리트는 외질이 "기술적으로 완벽한" 선수로 수식했고, 그가 "공을 완전히 제어"할 수 있으며 "훌륭한 상상력"을 지녔다고 덧붙였다. 필리프 람 전 독일 국가대표팀 동료는 외질이 "그의 시야는 제가 알고 있는 자들 중에서 최고입니다... 그는 공격수들에게 꿈과도 같은 존재입니다."라고 입을 열었고, 마리오 고메스는 외질이 "우리가 보유했던 가장 예리한 축구 선수일 것"이라 말했다. 공격형 플레이메이커의 명성에도 불구하고, 외질은 저조한 체격적 능력과 공이 없을 때의 낮은 수비력으로 질타를 받기도 했다.
그의 별명으로는 지적이고 기회 창출 위주의 플레이스타일로 "까마귀" (der Rabe, 혹은 스페인어로 El Cuervo) 라는 별명이 붙었고, 베르더 브레멘 시절에는 브라질인 지에구의 플레이메이커 역할을 계승했기에 "새로운 지에구" (der neue Diego) 라는 수식어가 붙었었고, "독일의 메시"나 "독일의 지단"이라는 별명이 붙기도 했다. 레알 마드리드 시절에는 픽사의 영화 니모를 찾아서의 흰동가리 이름을 따 "니모"라는 별명이 붙었다. 그는 젊은 마리오 괴체와 독일 국가대표팀에서 공격형 미드필더로 협력하면서 합쳐 "마법의 2인"으로 수식되었고, 유사한 배치, 기술, 능력, 그리고 플레이스타일에 빗대어 "괴칠"이라는 별명이 붙기도 했다.

## 축구 외

### 사생활
외질은 3세대 터키계 독일인으로, 그는 경기에 임하는 방식에 대해 "제가 공을 갖고 경기에 임하는 방식은 터키식 같습니다. 절제, 태도, 그리고 모든것을 퍼붓는 방식은 독일식의 영향을 받았습니다."라고 스스로 말했다. 터키 혈통에도 불구하고, 그는 독일에서만 활동했다. 외질의 말에 의하면 그의 조상은 터키 혈통으로, 터키 북서부 종굴다크 주 데브레크 출신으로 밝혀졌다. 그러나, 몇몇 출처에 따르면 외질이 쿠르드족 혈통이라는 주장도 있다.
외질은 이슬람 교도이다. 그는 경기 전 꾸란 구절을 암송한다. 베를린 연고의 신문사인 데어 타게슈피겔지와의 인터뷰에서 외질은 "제가 매 경기 (경기장)에 나갈 때 하는 일입니다. 저는 기도하는데 동료들은 제가 이 짧은 기간 동안 대화할 수 없음을 압니다."라고 말했다. 그는 이슬람 성월 라마단 기간에 단식을 준수하면서도: "직업적 특성 때문에 라마단을 제대로 준수할 수 없습니다. 저는 일정이 없는 날에 한정해 가능한 한 며칠만 준수합니다. 그러나, 절정의 몸상태에 이르기 위해 충분히 마시고 먹어야 하기에 그런 날을 제외하고는 불가능합니다."라고 인정했다. 2016년 5월, 그는 메카로 순례하는 움라를 행했다.
2010년, 외질은 독일 사회의 성공적인 통합 사례로 지목되어 밤비상을 받았다.
외질은 2013년부터 가수 맨디 카프리스토와 가까이 지내기 시작했다. 둘 간의 관계는 외질이 다른 여자와 연루되면서 끝났다. 그러나, 2015년 11월 12일, 외질과 카프리스토는 베를린의 밤비상 시상식 에 같이 나왔다. 외질이 인스타그램에 해시태그 문구로 #OziStolsBack를 붙여 사진을 기재하며 관계가 회복됐음을 밝혔다.

#### 자선 활동
큰신발 프로젝트의 일환으로 외질은 "브라질 국민들의 환대에 대한 감사의 표시"로 브라질의 아픈 23명의 아이들의 수술비를 마련하기 위해 £240,000의 2014년 FIFA 월드컵 우승 상금을 기부했다.
2016년 5월, 외질은 시리아 내전으로 80,000명이 거주하는 요르단의 자타리 수용소를 방문했다. 외질은 수용소를 둘러다 보았고, 아이들과 놀며, 서명하고, 축구 유니폼을 나누어주었다.

### 매체와 후원
2013년, 외질은 독일의 스포츠 용품 및 장비 업체인 아디다스와 후원 계약을 맺었다. 그는 리오넬 메시, 가레스 베일, 루이스 수아레스, 그리고 로빈 판 페르시 등의 거물들과 아디다스 프레데터 광고에 등장했다. 2015년 8월, 외질은 메시, 베일, 토마스 뮐러, 그리고 하메스 로드리게스와 함께 "자신의 경기를 만들어라" 아디다스 광고에 출현했다. 이 광고는 유튜브에 나온 후 처음 2주 동안 3800만명이 시청했다. 2013년, 외질은 독자적인 자신의 문양을 처음으로 선보였다.
2015년 3월, 외질은 크리스티아누 호날두, 메시, 데이비드 베컴, 네이마르, 카카, 그리고 호나우지뉴에 이어 2800만명의 페이스북 팔로워를 거느려, 전미 농구 협회 (NBA)의 마이클 조던을 넘어 7번째로 많은 페이스북 팔로워를 거느린 운동 선수가 되었다.

## 경력 통계

### 클럽
2020년 3월 7일 기준
| 클럽                | 시즌      | 리그 | 리그 | 리그 | 컵   | 컵   | 컵   | 유럽 | 유럽 | 유럽 | 기타 | 기타 | 기타 | 합계 | 합계 | 합계 | 출처    |
| 클럽                | 시즌      | 출장 | 득점 | 도움 | 출장 | 득점 | 도움 | 출장 | 득점 | 도움 | 출장 | 득점 | 도움 | 출장 | 득점 | 도움 | 출처    |
| ------------------- | --------- | ---- | ---- | ---- | ---- | ---- | ---- | ---- | ---- | ---- | ---- | ---- | ---- | ---- | ---- | ---- | ------- |
| 샬케 04             | 2006–07   | 19   | 0    | 1    | 3    | 0    | 0    | 1    | 0    | 0    | —    | —    | —    | 23   | 0    | 1    | [ 175 ] |
| 샬케 04             | 2007–08   | 11   | 0    | 4    | 1    | 1    | 0    | 4    | 0    | 0    | —    | —    | —    | 16   | 1    | 4    | [ 176 ] |
| 샬케 04             | 합계      | 30   | 0    | 5    | 2    | 1    | 0    | 5    | 0    | 0    | —    | —    | —    | 39   | 1    | 5    | —       |
| 베르더 브레멘       | 2007–08   | 12   | 1    | 1    | —    | —    | —    | 2    | 0    | 0    | —    | —    | —    | 14   | 1    | 1    | [ 176 ] |
| 베르더 브레멘       | 2008–09   | 28   | 3    | 12   | 5    | 2    | 1    | 14   | 0    | 6    | —    | —    | —    | 47   | 5    | 19   | [ 177 ] |
| 베르더 브레멘       | 2009–10   | 31   | 9    | 12   | 5    | 0    | 2    | 8    | 0    | 6    | 2    | 1    | 4    | 46   | 10   | 24   | [ 178 ] |
| 베르더 브레멘       | 2010–11   | —    | —    | —    | 1    | 0    | 1    | —    | —    | —    | —    | —    | —    | 1    | 0    | 1    | [ 179 ] |
| 베르더 브레멘       | 합계      | 71   | 13   | 25   | 11   | 2    | 3    | 24   | 2    | 9    | 2    | 1    | 4    | 108  | 16   | 45   | —       |
| 레알 마드리드       | 2010–11   | 36   | 6    | 17   | 6    | 3    | 2    | 11   | 1    | 7    | —    | —    | —    | 53   | 10   | 26   | [ 179 ] |
| 레알 마드리드       | 2011–12   | 35   | 4    | 17   | 5    | 0    | 4    | 10   | 2    | 3    | 2    | 1    | 0    | 52   | 7    | 24   | [ 180 ] |
| 레알 마드리드       | 2012–13   | 32   | 9    | 13   | 8    | 0    | 4    | 10   | 1    | 4    | 2    | 0    | 1    | 52   | 10   | 22   | [ 181 ] |
| 레알 마드리드       | 2013–14   | 2    | 0    | 0    | —    | —    | —    | —    | —    | —    | —    | —    | —    | 2    | 0    | 0    | [ 182 ] |
| 레알 마드리드       | 합계      | 105  | 19   | 47   | 19   | 3    | 10   | 31   | 4    | 14   | 4    | 1    | 1    | 159  | 27   | 72   | —       |
| 아스널              | 2013–14   | 26   | 5    | 9    | 6    | 1    | 2    | 8    | 1    | 2    | —    | —    | —    | 40   | 7    | 13   | [ 182 ] |
| 아스널              | 2014–15   | 22   | 4    | 5    | 5    | 1    | 2    | 5    | 0    | 1    | —    | —    | —    | 32   | 5    | 8    | [ 183 ] |
| 아스널              | 2015–16   | 35   | 6    | 19   | 1    | 0    | 1    | 8    | 2    | 0    | 1    | 0    | 0    | 45   | 8    | 20   | [ 184 ] |
| 아스널              | 2016–17   | 33   | 8    | 9    | 3    | 0    | 1    | 8    | 4    | 3    | —    | —    | —    | 44   | 12   | 13   | [ 185 ] |
| 아스널              | 2017-18   | 26   | 4    | 8    | 2    | 0    | 0    | 7    | 1    | 4    | —    | —    | —    | 35   | 5    | 12   |         |
| 아스널              | 2018–19   | 24   | 5    | 2    | 1    | 0    | 0    | 10   | 1    | 1    | —    | —    | —    | 35   | 6    | 3    |         |
| 아스널              | 2019–20   | 18   | 1    | 2    | 3    | 0    | 0    | 2    | 0    | 0    | —    | —    | —    | 23   | 1    | 2    |         |
| 아스널              | 합계      | 184  | 33   | 54   | 21   | 2    | 6    | 48   | 9    | 11   | 1    | 0    | 0    | 254  | 44   | 71   | —       |
| 페네르바체          | 2020-21   | 10   | 0    | 1    | 1    | 0    | 0    | —    | —    | —    | —    | —    | —    | 11   | 0    | 1    |         |
| 페네르바체          | 2021-22   | 22   | 8    | 2    | —    | —    | —    | 4    | 1    | 0    | —    | —    | —    | 26   | 9    | 2    |         |
| 이스탄불 바샥세히르 | 2022-23   | 4    | 0    | 0    | 1    | 0    | 0    | 2    | 0    | 0    | —    | —    | —    | 7    | 0    | 0    |         |
| 경력 합계           | 경력 합계 | 427  | 73   | 134  | 57   | 8    | 19   | 114  | 15   | 34   | 7    | 2    | 5    | 605  | 98   | 193  | —       |

1. ↑  DFB-포칼, 코파 델 레이, 및 FA컵 경기 포함
2. ↑  수페르코파 데 에스파냐 경기 포함.
3. 1 2 3  UEFA컵 경기 출전
4. 1 2 3 4 5 6 7  UEFA 챔피언스리그  경기 출전
5. ↑  UEFA 유로파리그 경기 출전

### 국가대표팀
2016년 10월 11일 기준
| 독일 국가대표팀 | 독일 국가대표팀 | 독일 국가대표팀 |
| 연도            | 출장            | 골              |
| --------------- | --------------- | --------------- |
| 2009            | 7               | 1               |
| 2010            | 14              | 2               |
| 2011            | 9               | 5               |
| 2012            | 13              | 6               |
| 2013            | 9               | 3               |
| 2014            | 10              | 1               |
| 2015            | 8               | 0               |
| 2016            | 13              | 3               |
| 2017            | 5               | 1               |
| 2018            | 4               | 1               |
| 합계            | 92              | 23              |

### 국가대표팀 득점 기록
2016년 8월 31일 기준. 아래의 점수에서 왼쪽의 점수가 독일의 점수이며, 점수 열은 외질의 득점 이후의 점수 상황을 나타낸다.
| #  | 날짜             | 경기장                                         | 출장 횟수 | 상대              | 점수 | 최종결과 | 대회                      |
| -- | ---------------- | ---------------------------------------------- | --------- | ----------------- | ---- | -------- | ------------------------- |
| 1  | 2009년 9월 5일   | 바이아레나, 레버쿠젠, 독일                     | 3         | 남아프리카 공화국 | 2–0  | 2–0      | 친선경기                  |
| 2  | 2010년 6월 23일  | FNB 경기장, 요하네스버그, 남아프리카 공화국    | 13        | 가나              | 1–0  | 1–0      | 2010년 FIFA 월드컵        |
| 3  | 2010년 10월 8일  | 베를린 올림픽 스타디움, 베를린, 독일           | 20        | 튀르키예          | 2–0  | 3–0      | UEFA 유로 2012 예선전     |
| 4  | 2011년 6월 7일   | 토피크 바흐라모프 경기장, 바쿠, 아제르바이잔   | 26        | 아제르바이잔      | 1–0  | 3–1      | UEFA 유로 2012 예선전     |
| 5  | 2011년 9월 2일   | 펠틴스 아레나, 겔젠키르헨, 독일                | 27        | 오스트리아        | 2–0  | 6–2      | UEFA 유로 2012 예선전     |
| 6  | 2011년 9월 2일   | 펠틴스 아레나, 겔젠키르헨, 독일                | 27        | 오스트리아        | 4–1  | 6–2      | UEFA 유로 2012 예선전     |
| 7  | 2011년 10월 11일 | 에스프리 아레나, 뒤셀도르프, 독일              | 28        | 벨기에            | 1–0  | 3–1      | UEFA 유로 2012 예선전     |
| 8  | 2011년 11월 15일 | 폴크스파르크슈타디온, 함부르크 독일            | 30        | 네덜란드          | 3–0  | 3–0      | 친선경기                  |
| 9  | 2012년 6월 28일  | 바르샤바 국립 경기장, 바르샤바, 폴란드         | 38        | 이탈리아          | 1–2  | 1–2      | UEFA 유로 2012            |
| 10 | 2012년 9월 7일   | 니더작센슈타디온, 하노버, 독일                 | 40        | 페로 제도         | 2–0  | 3–0      | 2014년 FIFA 월드컵 예선전 |
| 11 | 2012년 9월 7일   | 니더작센슈타디온, 하노버, 독일                 | 40        | 페로 제도         | 3–0  | 3–0      | 2014년 FIFA 월드컵 예선전 |
| 12 | 2012년 9월 11일  | 에른스트 하펠 슈타디온, 빈, 오스트리아         | 41        | 오스트리아        | 2–0  | 2–1      | 2014년 FIFA 월드컵 예선전 |
| 13 | 2012년 10월 12일 | 아비바 스타디움, 더블린, 아일랜드              | 42        | 아일랜드          | 3–0  | 6–1      | 2014년 FIFA 월드컵 예선전 |
| 14 | 2012년 10월 16일 | 베를린 올림픽 스타디움, 베를린, 독일           | 43        | 스웨덴            | 4–0  | 4–4      | 2014년 FIFA 월드컵 예선전 |
| 15 | 2013년 9월 10일  | 토르스뵐루르, 토르스하운, 페로 제도            | 49        | 페로 제도         | 2–0  | 3–0      | 2014년 FIFA 월드컵 예선전 |
| 16 | 2013년 10월 11일 | 라인에네르기슈타디온, 쾰른, 독일               | 50        | 아일랜드          | 3–0  | 3–0      | 2014년 FIFA 월드컵 예선전 |
| 17 | 2013년 10월 15일 | 프렌즈 아레나, 솔나, 스웨덴                    | 51        | 스웨덴            | 1–2  | 5–3      | 2014년 FIFA 월드컵 예선전 |
| 18 | 2014년 6월 30일  | 이스타지우 베이라히우, 포르투 알레그리, 브라질 | 59        | 알제리            | 2–0  | 2–1      | 2014년 FIFA 월드컵        |
| 19 | 2016년 3월 29일  | 알리안츠 아레나, 뮌헨, 독일                    | 72        | 이탈리아          | 4–0  | 4–1      | 친선경기                  |
| 20 | 2016년 7월 2일   | 누보 스타드 드 보르도, 보르도, 프랑스          | 78        | 이탈리아          | 1–0  | 1–1      | UEFA 유로 2016            |
| 21 | 2016년 8월 31일  | 보루시아 파르크, 묀헨글라트바흐, 독일          | 80        | 핀란드            | 2–0  | 2–0      | 친선경기                  |

## 수상 내역

### 클럽
베르더 브레멘
- DFB-포칼: 2008–09
- UEFA컵 준우승 : 2008-09

레알 마드리드
- 라 리가: 2011–12
- 코파 델 레이: 2010–11
- 수페르코파 데 에스파냐: 2012

아스널
- FA컵: 2013–14, 2014–15, 2016-2017, 2019-20
- FA 커뮤니티 실드: 2015
- UEFA 유로파리그 준우승 : 2018-19

### 국가대표팀
독일
- FIFA 월드컵: 우승 (2014), 3위 (2010)
- UEFA U-21 축구 선수권 대회: 2009

### 개인
- 독일 올해의 축구 선수 : 2011, 2012, 2013, 2015, 2016[190]
- 분데스리가 최다 도움: 2009–10[191]
- 키커 분데스리가 올해의 팀 : 2008-09
- 키커 올해의 공격형 미드필더 : 2010
- 키커 최우수 해외 선수 : 2016
- 라리가 최다 도움: 2011–12[192]
- 프리미어리그 최다 도움: 2015–16[193]
- UEFA 챔피언스리그 최다 도움: 2010–11[194]
- UEFA 올해의 팀: 2012,[195] 2013[196]
- 아스널 올해의 선수: 2015–16[197]
- 라우레우스 미디어 어워드 : 2014
- 독일 축구 앰버서더 퍼블릭 어워드 : 2015
- 키커 랑리스테 - WK 1회, IK 10회

#### 국가대표
- UEFA 유럽 축구 선수권 대회 최다 도움: 2012 (공동)[198]
- UEFA 유럽 축구 선수권 대회의 팀: 2012[199]
- 2010년 FIFA 월드컵 맨 오브 더 매치 : vs. 가나 (조별리그)[200]
- UEFA 유로 2012 맨 오브 더 매치 : vs. 포르투갈 (조별리그)
- UEFA 유로 2016 맨 오브 더 매치 : vs. 북아일랜드 (조별리그)